# Podostre zapalenie tarczycy
Podostre zapalenie tarczycy (choroba lub zapalenie tarczycy de Quervaina, łac. thyroiditis subacuta) – rzadko występujące zapalenie tarczycy o nieznanej etiologii. Jako najbardziej prawdopodobny czynnik etiologiczny przyjmuje się infekcję wirusową (wirusy grypy, świnki, mononukleozy, adenowirusy, wirusy ECHO, Coxsackie) u osób z predyspozycją genetyczną (antygen zgodności tkankowej – HLA-Bw35). Zachorowania na nią stanowią 5% zachorowań na choroby tarczycy. Choroba została opisana po raz pierwszy w roku 1904.

## Objawy i przebieg
Podostre zapalenie tarczycy występuje najczęściej po wirusowym zakażeniu górnych dróg oddechowych i ma przebieg fazowy. W pierwszej fazie, związanej z uszkodzeniem tarczycy, dominują objawy hipertyreozy, które trwają około 1–2 miesiące. Objawom nadczynności tarczycy towarzyszy w tym okresie silny ból, tkliwość oraz znaczne powiększenie tarczycy i niska gorączka. Następnie objawy ustępują samoistnie, czynność tarczycy wraca do normy, by w kolejnej fazie pojawiła się niedoczynność tarczycy, która po różnym czasie również samoistnie przemija, a czynność tarczycy staje się znowu prawidłowa. Choroba może też przebiegać jako gwałtownie pojawiający się i powiększający się guzek tarczycy. Choroba może samoistnie nawracać nawet po wieloletnim okresie remisji.

## Rozpoznanie
Rozpoznanie stawia się na podstawie następujących kryteriów:
- kryteria główne
  - bolesne powiększenie tarczycy
  - podwyższenie OB
- kryteria dodatkowe
  - charakterystyczny obraz USG (obniżona echogeniczność miąższu tarczycy)
  - charakterystyczny obraz histopatologiczny materiału pobranego przez BAC
  - zmniejszenie jodochwytności w obrazie scyntygraficznym
  - przejściowa hipertyreoza (obniżenie TSH, podwyższenie FT3, FT4)
  - brak lub małe stężenia przeciwciał przeciwtarczycowych[6].

Rozpoznanie choroby jest pewne, jeśli zostaną spełnione 2 kryteria główne i 2 dodatkowe.

## Leczenie
Choroba ustępuje samoistnie i nie pozostawia trwałego uszkodzenia funkcji tarczycy. Niejednokrotnie nie zostaje rozpoznana. Stosuje się leczenie objawowe, to znaczy leczy się objawy nadczynności tarczycy w pierwszej fazie, lub niedoczynności w następnej. Szybkie ustąpienie dolegliwości bólowych można uzyskać stosując glikokortykosterydy.